# William D. Veeder
William Davis Veeder (* 19. Mai 1835 in Guilderland, New York; † 2. Dezember 1910 in Brooklyn, New York) war ein US-amerikanischer Jurist und Politiker. Zwischen 1877 und 1879 vertrat er den Bundesstaat New York im US-Repräsentantenhaus.

## Werdegang
William Davis Veeder genoss eine gute Schulbildung. Er studierte Jura und begann nach dem Erhalt seiner Zulassung als Anwalt 1858 in Brooklyn zu praktizieren. Ungefähr drei Jahre später brach der Bürgerkrieg aus. Er saß in den Jahren 1865 und 1866 in der New York State Assembly. Zwischen 1867 und 1877 war er als Vormundschafts- und Nachlassrichter (surrogate) in Kings County tätig. Während dieser Zeit nahm er in den Jahren 1867 und 1868 an den verfassunggebenden Versammlungen von New York teil sowie in den Jahren 1875 und 1877 als Delegierter an den Democratic State Conventions .
Politisch gehörte er der Demokratischen Partei an. Bei den Kongresswahlen des Jahres 1876 wurde Veeder im zweiten Wahlbezirk von New York in das US-Repräsentantenhaus in Washington, D.C. gewählt, wo er am 4. März 1877 die Nachfolge von John G. Schumaker antrat. Da er auf eine erneute Kandidatur im Jahr 1878 verzichtete, schied er nach dem 3. März 1879 aus dem Kongress aus.
Danach war er wieder als Anwalt in Brooklyn tätig. Veeder nahm in den Jahren 1887 und 1888 an den verfassunggebenden Versammlungen von New York teil. Er verstarb am 2. Dezember 1910 in Brooklyn und wurde dann auf dem Friedhof in Voorheesville beigesetzt.